# Slovenská fotbalová reprezentace do 21 let
Slovenská fotbalová reprezentace do 21 let (slovensky Slovenské národné futbalové mužstvo do 21 rokov) je slovenská mládežnická fotbalová reprezentace složená z hráčů do 21 let, která spadá pod Slovenský fotbalový svaz (Slovenský futbalový zväz – SFZ). Reprezentuje Slovensko v kvalifikačních cyklech na Mistrovství Evropy hráčů do 21 let a v případě postupu i na těchto šampionátech. Má přezdívku sokolíci, zatímco reprezentačnímu A-týmu se přezdívá sokoli.

Fotbalisté musí být mladší 21. roku na začátku kvalifikace, to znamená, že na evropském šampionátu poté mohou startovat i poněkud starší.
Předchůdcem byla do roku 1994 československá fotbalová reprezentace do 21 let, která ještě hrála na Mistrovství Evropy U21 v roce 1994 (neboť kvalifikace začala ještě před rozdělením Československa).
Slovenská jedenadvacítka se ve své historii dvakrát představila na závěrečném turnaji Mistrovství Evropy hráčů do 21 let:
- v roce 2000 obsadila konečné čtvrté místo.[4]
- v roce 2017 se kvalifikovala pod vedením trenéra Pavla Hapala na závěrečný turnaj v Polsku[5] a obsadila zde konečné 5. místo.[6]

## Účast na závěrečném turnaji ME U21
Zdroj:
| Rok    | Kolo                | Umístění          | Záp. | V | R | P | VG | OG |
| ------ | ------------------- | ----------------- | ---- | - | - | - | -- | -- |
| 1996   | nekvalifikovala se  | –                 | –    | – | – | – | –  | –  |
| 1998   | nekvalifikovala se  | –                 | –    | – | – | – | –  | –  |
| 2000   | semifinále          | 4. místo          | 4    | 2 | 1 | 1 | 5  | 3  |
| 2002   | nekvalifikovala se  | –                 | –    | – | – | – | –  | –  |
| 2004   | nekvalifikovala se  | –                 | –    | – | – | – | –  | –  |
| 2006   | nekvalifikovala se  | –                 | –    | – | – | – | –  | –  |
| 2007   | nekvalifikovala se  | –                 | –    | – | – | – | –  | –  |
| 2009   | nekvalifikovala se  | –                 | –    | – | – | – | –  | –  |
| 2011   | nekvalifikovala se  | –                 | –    | – | – | – | –  | –  |
| 2013   | nekvalifikovala se  | –                 | –    | – | – | – | –  | –  |
| 2015   | nekvalifikovala se  | –                 | –    | – | – | – | –  | –  |
| 2017   | základní skupina    | 5. místo          | 3    | 2 | 0 | 1 | 6  | 3  |
| Celkem | 2 účasti z 12 cyklů | nejlépe: 4. místo | 7    | 4 | 1 | 2 | 11 | 6  |

Legenda:

Záp: odehrané zápasy, V: výhry, R: remízy, P: prohry, VG: vstřelené góly, OG: obdržené góly, červený rámeček znamená automatickou kvalifikaci (jakožto pořadatel)

## Trenéři
Přehled trenérů, kteří vedli slovenskou reprezentaci do 21 let:
| Trenér            | Asistent                                  | Období    |
| ----------------- | ----------------------------------------- | --------- |
| Milan Lešický     | Jozef Štafura                             | 1993–1997 |
| Jozef Barmoš      | Bohumil Andrejko                          | 1997–1998 |
| Dušan Radolský    | Bohumil Andrejko                          | 1998–2000 |
| Stanislav Griga   | Vladimír Goffa                            | 2000–2001 |
| Mikuláš Komanický | Ján Švehlík                               | 2002–2003 |
| Ladislav Jurkemik | Ján Gabriel                               | 2004      |
| Jozef Bubenko     | Ján Gabriel                               | 2004–2005 |
| Ladislav Petráš   | Karol Brezík                              | 2006      |
| Jozef Barmoš      | Jozef Vukušič, Viliam Hýravý, Róland Praj | 2007–2008 |
| Boris Kitka       | Jozef Daňko                               | 2009–2010 |
| Ľubomír Nosický   | Peter Nemečkay                            | 2010      |
| Ivan Galád        | Norbert Hrnčár                            | 2011–2014 |
| Pavel Hapal       | Oto Brunegraf                             | 2015–2018 |
| Oto Brunegraf     |                                           | 2018      |
| Adrián Guľa       | Marián Zimen                              | 2018–2019 |
| Jaroslav Kentoš   | Tibor Goljan                              | 2020–     |